# Michał Jasiński
Michał Jasiński – polski biolog, pracownik naukowy Instytutu Chemii Bioorganicznej PAN, gdzie kieruje Zakładem Fizjologii Molekularnej Roślin, oraz Uniwersytetu Przyrodniczego w Poznaniu. Specjalizuje się w biologii molekularnej roślin.

## Życiorys
W 2001 doktoryzował się na Katholieke Universiteit Leuven w Belgii na podstawie rozprawy pt. Identification of a plant plasma membrane ABC transporter induced by antifungal terpenoids, napisanej pod kierunkiem prof. Marca Boutry. Jest zatrudniony na stanowisku profesora w Instytucie Chemii Bioorganicznej PAN oraz w Katedrze Biochemii i Biotechnologii Uniwersytetu Przyrodniczego w Poznaniu. W 2010 r.  Wydział Biologii UAM nadał mu stopnień doktora habilitowanego nauk biologicznych w zakresie biologii molekularnej roślin na podstawie pracy pt. Transportery ABC u roślin – identyfikacja, charakterystyka, funkcje. W 2020 r. uzyskał tytuł profesora nauk ścisłych i przyrodniczych.
Zajmuje się badaniami transporterów ABC w komórkach roślinnych.
Członek Komitetu Biologii Organizmalnej PAN w kadencji 2020–2023.

## Projekty badawcze
Kierowane projekty badacze finansowane przez Narodowe Centrum Nauki:
- Rola transporterów ABC w modulacji oddziaływań symbiotycznych Medicago truncatula(inne języki) (OPUS 2, 2012–2015)
- Transport ABA u bobowatych - między odpowiedzią na stress suszy a wydajnym wiązaniem azotu atmosferycznego (HARMONIA 5, 2014–2017)
- Rola transporterów błonowych w kaskadzie sygnałowej cytokinin podczas symbiozy bobowatych z bakteriami brodawkowymi (OPUS 10, 2016–2020)
- Molekularne determinanty selektywnego transportu będącego udziałem roślinnych transporterów ABCG (OPUS 14, 2018–2022)
- Transportery ABCG w dystrybucji fenylopropanoidów u Medicago truncatula uniwersalność vs. specjalizacja (OPUS 20, od 2021)
- Charakterystyka funkcjonalna transporterów ABCG obecnych w nasionach Medicago truncatula (OPUS 24, od 2023)